# Rilke (krater)
Rilke är en nedslagskrater på planeten Merkurius, med en diameter på ungefär 82 kilometer.
1976 uppkallades kratern efter poeten Rainer Maria Rilke.